# 3R原則

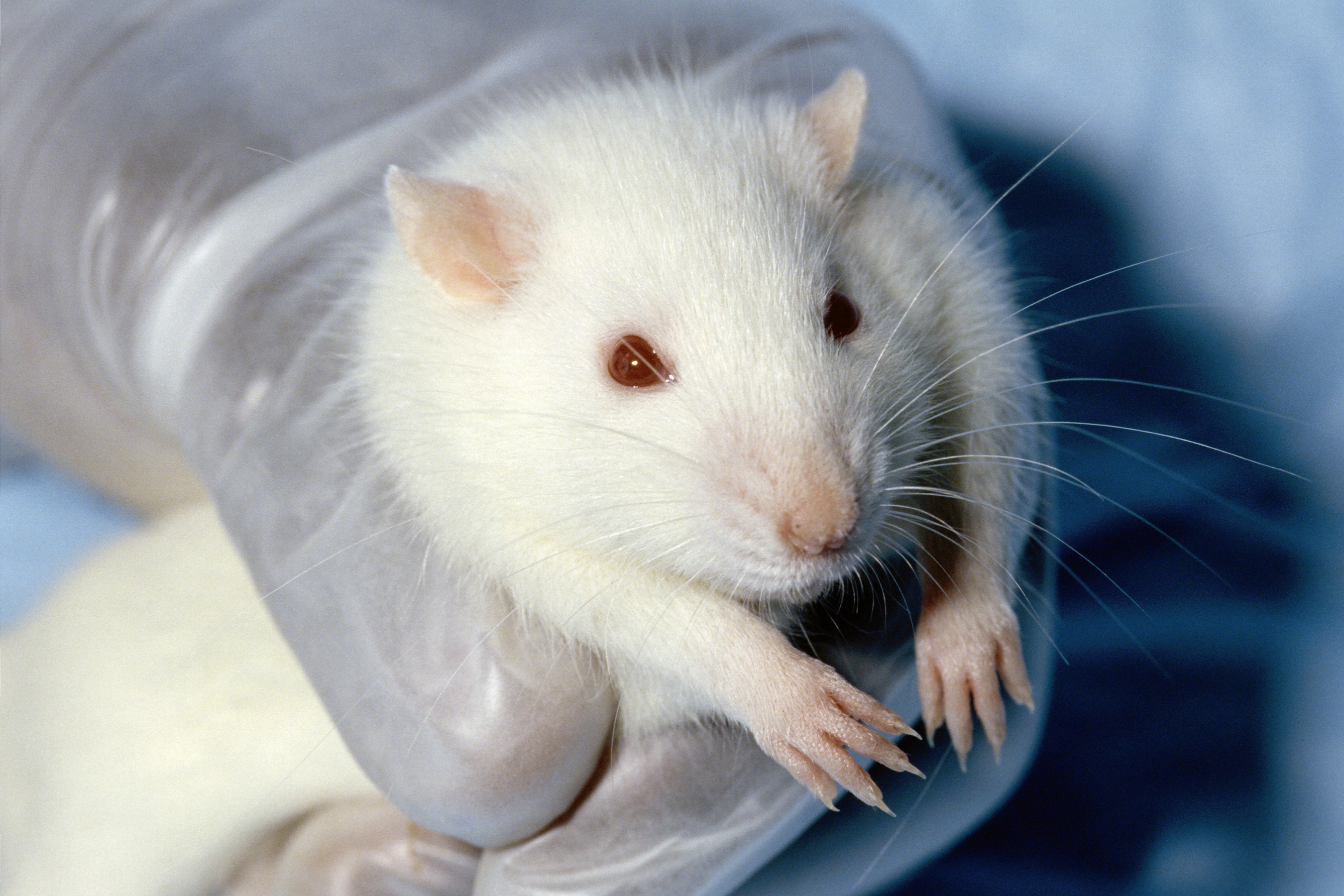
一隻實驗用大鼠

3R原則，又名3R理論，爲一個有关实验动物福利的實驗動物學名詞。叫做「3R原則」是因爲，其核心內容替代（Replacement）、減少（Reduction）、改良（Refinement）三個單詞的英文首字母都是「R」。其目的是“尊重生命，科学、合理、人道地使用动物”。它最早由W.·M.·S.·拉塞爾（W. M. S. Russell）和R.·L.·伯奇（R. L. Burch）於1959年提出，其具體內容爲:5：
1. 替代（Replacement）：用其他可達到同樣實驗目的的方法代替動物實驗，或使用無知覺的實驗材料代替神志清醒的活脊椎動物進行實驗。
2. 減少（Reduction）：在研究中，提倡採用儘量少的動物獲得同樣多的實驗數據，或使用同樣數目的動物能獲得更多實驗數據的實驗方法。
3. 改良（Refinement）：通過改進、完善實驗程序，使實驗中動物所受的痛苦得到減輕或減少。